# 1499
1499(천사백구십구)는 1498보다 크고 1500보다 작은 자연수다.

## 수학
- 239번째 소수(素數)다. 앞의 소수는 1493, 다음 소수는 1511이다.
  - 52번째 슈퍼 소수로, 1499의 소수 순번인 239도 소수다. 앞의 슈퍼 소수는 1471, 다음은 1523이다.
  - 50번째 소피 제르맹 소수로, {\displaystyle 1499\times 2+1}의 값인 2999도 소수다. 앞의 소피 제르맹 소수는 1481, 다음은 1511이다.
  - 베르누이 수의 분자 {\displaystyle B_{94}}를 나눌 수 있는 비정규 소수다.
- {\displaystyle 1499=3^{2}+11^{2}+37^{2}}
  - 서로 다른 세 소수의 제곱합으로 나타낼 수 있는 17번째 소수다. 이 성질을 지닌 앞의 수는 1427, 다음 수는 1667이다.

## 과학
- NGC 1499(캘리포니아 성운): 페르세우스자리 방향에 있는 전리수소영역.
- 1499 포리(영어판): 소행성.

## 문화유산
- 대한민국의 보물 제1499호: 이하응 초상 일괄

## 기타
- 연도: 1499년, 기원전 1499년

## 같이 보기
- 1000